# Сећање на Титане
Сећање на Титане (енгл. Remember the Titans) је филм из 2000. који је режирао Боаз Јакин а у главним улогама су: Дензел Вошингтон и Вил Патон. 

## Радња
Херман Бун је позван да буде нови тренер школског тима за амерички фудбал. Он је црнац, а многи бели играчи тима бојкотују мечеве и тренинге све док њихов бивши ментор не пристане да преузме дужност Буновог помоћника. Али ово је само прва препрека на путу тренера и екипе, која мора да постане једно и прихвати свог новог селектора на путу ка државном првенству.

## Улоге
| Глумац           | Улога                 |
| ---------------- | --------------------- |
| Дензел Вошингтон | тренер Херман Бун     |
| Вил Патон        | тренер Бил Јоуст      |
| Вуд Харис        | Џулијус Кембел        |
| Рајан Херст      | Џери Бертијер         |
| Доналд Фејзон    | Пети Џонс             |
| Крејг Керквуд    | Џери 'Пречасни' Харис |
| Итан Супли       | Луј Ластик            |
| Кип Пардју       | Рони 'Сунчица' Бас    |
| Хејден Панетијер | Шерил Јоуст           |
| Никол Ари Паркер | Карло Бун             |
| Кејт Бозворт     | Ема Хојт              |
| Ерл Поатје       | Блу Стантон           |
| Рајан Гозлинг    | Алан Бо сли           |
| Берџес Џенкинс   | Реј Бадс              |

## Зарада
- Зарада у САД - 115.654.751 $
- Зарада у иностранству - 21.051.932 $
- Зарада у свету - 136.706.683 $